# 豪斯紹 (阿肯色州)
豪斯紹（英語：Horseshoe）是位於美國阿肯色州傑克遜縣的一個非建制地區。該地的面積和人口皆未知。

## 地理
豪斯紹的座標為35°30′46″N 91°16′28″W / 35.51278°N 91.27444°W，而該地的平均海拔高度為米（即英尺）。